# 多梅尼科·斯卡拉蒂
朱塞佩·多梅尼科·斯卡拉蒂（義大利語：Giuseppe Domenico Scarlatti；1685年10月25日—1757年7月23日），意大利那不勒斯王国作曲家、羽管键琴演奏家。他被认为是一位巴洛克作曲家，但其音乐风格已受到了古典主义音乐发展的影响。他的555首奏鸣曲的绝大部分为羽管键琴而作，另外还有少量的弦乐合奏和管风琴作品。
多梅尼科的父亲亚历山德罗·斯卡拉蒂和兄弟彼得罗·菲利波·斯卡拉蒂都是作曲家。

## 生平
多梅尼科1685年生于意大利那不勒斯王国首都那不勒斯，和约翰·塞巴斯蒂安·巴赫与格奥尔格·弗里德里希·亨德尔同年。他在家中十个孩子中排行第六，是同为音乐家的彼得罗·菲利波·斯卡拉蒂的弟弟。他的启蒙老师可能是他的父亲，作曲家亚历山德罗·斯卡拉蒂；加埃塔诺·格雷科，弗朗切斯科·加斯帕里尼和伯纳多·帕斯奎尼可能早年也指导过他，对其音乐风格产生了影响。
他1701年开始担任那不勒斯宫廷礼拜堂的管风琴师和乐师。1709年，他来到罗马，为流亡的波兰王后瑪麗亞·卡齊米埃拉·達爾昆服务。在那时他已经是一位著名的羽管键琴演奏家，据传他曾与亨德尔比试过，并被认为在羽管键琴演奏的技术上技高亨德尔一筹。
在罗马，斯卡拉蒂为波兰王后的私人剧场谱写了几部歌剧。他于1715年到1719年在圣伯多禄大殿担任乐队指挥，并于1719年到伦敦的女王剧场指挥他的歌剧《纳西索》。
斯卡拉蒂于1719年11月来到葡萄牙里斯本，在那里他为葡萄牙公主玛利亚·巴尔巴拉教授音乐。他于1727年离开里斯本，并于1728年在罗马和玛利亚·卡德莉娜结婚。1729年斯卡拉蒂来到塞维利亚，他在那里生活了四年并得到了关于弗拉明戈的知识。1733年，他移居到马德里继续担任玛利亚·巴尔巴拉公主的乐师，那时公主已经嫁给西班牙王室。公主后来成了西班牙女王，因此斯卡拉蒂在随后的25年中仍然留在西班牙，并在此生育了5个子女。在原配1742年去世后，他又娶了一位西班牙人阿納斯塔西婭·馬薩蒂·希門尼斯（Anastasia Maxarti Ximenes）为妻。在他于马德里创作的乐曲中，即有555首键盘奏鳴曲，这也是他最为人熟悉的作品。
斯卡拉蒂与阉人歌唱家法里内利是好朋友，后者是一个同样在马德里受到王室赞助的那不勒斯人。音乐理论家拉尔夫·柯克帕特里克认为，法里内利的往来书信提供了“流传至今的有关斯卡拉蒂的大部分直接信息。”斯卡拉蒂于71岁时死于马德里。他在萊加尼托斯街（Calle Leganitos）住所的被一块历史牌标出，他的子孙仍旧生活在马德里。

## 作品
|                                                            | D小调奏鸣曲 K. 9, 小快板 羽管键琴演奏：玛莎·戈德斯坦 |
| E大调奏鸣曲 K. 20, 急板 羽管键琴演奏：玛莎·戈德斯坦        |                                                      |
| B小调奏鸣曲 K. 27, 快板 钢琴演奏：雷蒙德·斯穆里安          |                                                      |
| F小调奏鸣曲 K. 69 斯皮内琴演奏：Ulrich Metzner             |                                                      |
| C大调奏鸣曲 K. 159 , 快板 钢琴演奏：Veronica van der Knaap |                                                      |
| E大调奏鸣曲 K. 380, 舒适的行板 钢琴演奏：雷蒙德·斯穆里安   |                                                      |
| E大调奏鸣曲 K. 531, 快板 钢琴演奏：雷蒙德·斯穆里安         |                                                      |

## 外部連結
- 多梅尼科·斯卡拉蒂的樂譜，来自乌托邦计划
- 多梅尼科·斯卡拉蒂的免费乐谱，由国际乐谱典藏计划提供
- 公有領域聲樂檔案館上多梅尼科·斯卡拉蒂的作品